# Bernhard Reutersberg
Bernhard Reutersberg (* 23. Februar 1954 in Düsseldorf) ist ein deutscher Wirtschaftsmanager und Vertreter der Energiewirtschaft.

## Herkunft, Ausbildung und Persönliches
Reutersberg wuchs in Düsseldorf auf. Nach Abitur und Wehrdienst machte er von 1975 bis 1977 eine Ausbildung zum Bankkaufmann bei der Deutschen Bank AG in Düsseldorf. Von 1977 bis 1981 studierte Reutersberg Betriebswirtschaft an der Universität Münster mit dem Abschluss Diplom-Kaufmann. Seine Ausbildung am Institut für Verkehrswissenschaften in Münster beendete er 1985 mit der Promotion zum Dr. rer. pol. über das Thema „Logistik als Marketinginstrument von Stahlhandlungen“.
Bernhard Reutersberg ist verheiratet, hat drei Kinder und wohnt in Düsseldorf.

## Karriere

### Henkel
Reutersberg begann seine berufliche Laufbahn 1984 bei der Henkel KGaA. Als „Marketingassistent“ und ab 1986 als „Internationaler Produktmanager“ in Düsseldorf, ab 1988 als „Marketing- und Vertriebsleiter“ in Wien und von 1991 bis 1992 als „Leiter Produktmanagement“ nochmals in der Konzernzentrale in Düsseldorf.
Ergänzt wurde diese Lehrzeit im Konzern des Konrad Henkel von 1990 bis 1991 durch die Tätigkeit als Marketing-Direktor bei einem Automobilzulieferer in einem der härtesten Vertriebsmärkte der Welt bei der Loctite Corporation, Automotive and Consumer Group, in Cleveland in den USA, seit 1997 eine Henkel-Tochter.

### Vaillant
1992 wechselte Reutersberg zum Familienunternehmen  „Joh. Vaillant GmbH“ in Remscheid als Hauptabteilungsleiter Strategisches Marketing, 1994 avancierte er zum Geschäftsbereichsleiter Ausland, 1997 zum Geschäftsbereichsleiter Inland und 1998 zum stellvertretenden Geschäftsführer 1998 der Inhaberfamilie des Heiztechnikherstellers.

### E.ON
Im November 1999 ging Reutersberg in die Energiewirtschaft. Zuerst war er Geschäftsführer der Bayernwerk Vertriebsgesellschaft mbH, die im Juli 2000 zur E.ON Vertrieb GmbH umfirmierte (später E.ON Sales & Trading GmbH) und die er bis Juni 2002 als Vorsitzender der Geschäftsführung leitete.
Im März 2001 wurde Reutersberg in den Vorstand der E.ON Energie in München berufen und dann im Oktober 2006 in den Vorstand der E.ON Ruhrgas AG in Essen, einer 100-prozentigen Tochter der E.ON. Seit 1. März 2008 war er Vorstandsvorsitzender der E.ON Ruhrgas. Von August 2010 bis 30. Juni 2016 gehörte er dem Vorstand der E.ON AG (seit 15. November 2012: E.ON SE) an und hatte die Ressorts Steuerung der Landesgesellschaften und Verteilungs- und Vertriebsgeschäft inne. Im letzten Jahr war er "Chief Markets Officer". 2015 wurde er Vorstandschef von Uniper, der neu benannten Kraftwerksparte von E.ON, die sich auf den Bereich der konventionelle Stromerzeugung fokussiert. Im April 2020 gab er seinen Posten ab.